# Prêmios Literários da Fundação Biblioteca Nacional
Os Prêmios Literários da Fundação Biblioteca Nacional (também chamados de Prêmio Literário Biblioteca Nacional) têm como objetivo reconhecer a qualidade intelectual das obras publicadas no Brasil. As premiações são organizadas pela Fundação Biblioteca Nacional e a primeira edição ocorreu em 1995.

## História
Em 1995, ocorreu a primeira outorga dos então chamados Prêmios de Incentivo à Literatura e ao Livro Brasileiro com um total de sete autores brasileiros premiados nas categorias romance, conto, ensaio social, poesia, ensaio literário, tradução e artista gráfico, cada uma nomeada em homenagem a um expoente de sua área, respectivamente Machado de Assis, Artur de Azevedo, Sérgio Buarque de Holanda, Alphonsus de Guimaraens, Mário de Andrade, Paulo Rónai e Aloísio Magalhães (sendo que este último nome só foi definido no ano seguinte).
Em 1998, o Prêmio Aloísio Magalhães passou a ser formalmente definido como uma premiação concedida a projeto gráfico. No ano seguinte, o Prêmio Machado de Assis passou a englobar romances e contos, sendo portanto extinto o Prêmio Artur de Azevedo.
Em 2003, não houve premiação e, no ano seguinte, todos os prêmios foram reunidos em apenas um, chamado Prêmio Fundação Biblioteca Nacional, voltado ao melhor livro do ano. Em 2005, contudo, todos os prêmios que haviam até 2002 voltaram a ser concedidos de forma individual com duas mudanças: o Prêmio Machado de Assis voltou a ser exclusivo para romances e foi criado o Prêmio Clarice Lispector para contos (embora o nome do prêmio para melhor livro de contos, de 1995 a 1998, tenha sido o de Artur de Azevedo, optou-se por uma homenagem a Clarice Lispector na recriação do prêmio).
Em 2007, por ocasião dos 15 anos do Programa de Incentivo à Leitura da Fundação Biblioteca Nacional, foi criado um prêmio para literatura infantil e juvenil nomeado em homenagem a Glória Pondé. Em 2012, este prêmio passou a focar apenas a literatura juvenil, sendo criado um prêmio separado para literatura infantil nomeado em homenagem a Sylvia Orthof.
Devido à pandemia de COVID-19, o Prêmio Aloísio Magalhães não foi concedido entre 2020 e 2022 porque, como a avaliação dos inscritos na categoria de projeto gráfico demandaria o recebimento dos exemplares físicos e consequente envio dos mesmos para a comissão julgadora, essa logística não seria possível em razão da implantação do regime de trabalho remoto na Biblioteca Nacional. As demais categorias foram mantidas porque suas inscrições puderam ser feitas de forma totalmente on-line.
Em 2023, foi criado o Prêmio Akuli, voltado para histórias de tradição oral indígenas, quilombolas e ribeirinhas. O nome do prêmio é homenagem a Akuli Taurepang, jovem sábio da tribo Arekuná e narrador de histórias ancestrais, responsável por tansmitir ao cientista alemão Theodor Koch-Grünberg a história de Makunaímã, que posteriormente foi fundamental para a obra Macunaíma, de Mário de Andrade.
Durante a entrega das premiações de 2023, o presidente da Fundação Biblioteca Nacional, Marco Lucchesi, anunciou a criação de dois novos prêmios para o ano seguinte: ilustração e histórias em quadrinhos, cujos nomes fazem homenagem, respectivamente, a Carybé e Adolfo Aizen.

## Categorias[19]
- Conto (Prêmio Clarice Lispector), desde 2005
- Ensaio literário (Prêmio Mario de Andrade), desde 1995
- Ensaio social (Prêmio Sérgio Buarque de Holanda), desde 1995
- Histórias de tradição oral (Prêmio Akuli), desde 2023
- Histórias em quadrinhos (Prêmio Adolfo Aizen), desde 2024
- Ilustração (Prêmio Carybé), desde 2024
- Literatura infantil (Prêmio Sylvia Orthof), desde 2012
- Literatura juvenil (Prêmio Glória Pondé), desde 2007
- Poesia (Prêmio Alphonsus de Guimaraens), desde 1995
- Projeto gráfico (Prêmio Aloísio Magalhães), desde 1995
- Romance (Prêmio Machado de Assis), desde 1995
- Tradução (Prêmio Paulo Rónai), desde 1995

### Extintas
- Conto (Prêmio Artur de Azevedo), de 1995 a 1998
- Livro do ano (Prêmio Fundação Biblioteca Nacional), em 2004

## Premiados
- Prêmio Adolfo Aizen
- Prêmio Akuli
- Prêmio Aloísio Magalhães
- Prêmio Alphonsus de Guimaraens
- Prêmio Carybé
- Prêmio Clarice Lispector
- Prêmio Glória Pondé
- Prêmio Machado de Assis
- Prêmio Mario de Andrade
- Prêmio Paulo Rónai
- Prêmio Sérgio Buarque de Holanda
- Prêmio Sylvia Orthof

### Prêmio Artur de Azevedo
| Ano  | Vencedores                                                    | Finalistas     | Notas  |
| ---- | ------------------------------------------------------------- | -------------- | ------ |
| 1995 | A Noite Escura Mais Eu Lygia Fagundes Telles                  | Sem informação | [ 1 ]  |
| 1996 | Keith Jarrel no Blue Note Silviano Santiago                   | Sem informação | [ 3 ]  |
| 1997 | Objetos Turbulentos José J. Veiga                             | Sem informação | [ 20 ] |
| 1998 | As Palavras Secretas Rubens Figueiredo / Companhia das Letras | Sem informação | [ 4 ]  |

### Prêmio Fundação Biblioteca Nacional
| Ano  | Vencedores            | Finalistas     | Notas  |
| ---- | --------------------- | -------------- | ------ |
| 2004 | Não Augusto de Campos | Sem informação | [ 21 ] |